# Yuju
Choi Yu-na (hangeul: 최유나, née le 4 octobre 1997), mieux connue sous son nom de scène Yuju (hangeul: 유주) , est une chanteuse sud-coréenne. Elle a participé à divers concours de chant et a été signée chez Source Music en 2014. Elle est principalement connue comme ayant été la chanteuse principale (main vocal) du girls band sud-coréen GFriend, en activité de 2015 à 2021. En juin 2018, Yuju fait son début en tant qu'artiste solo avec son premier single Love Rain en featuring avec l'artiste Suran.
Elle est la première idole féminine coréenne à être déclarée gagnante sur le programme de chant Fantastic Duo.
Elle a obtenu son diplôme du lycée School of Performing Arts Seoul (en) (SOPA) en février 2016.
Depuis 2017 jusqu'à maintenant elle étudie a l'université Sungshin Women’s University (en) dans la spécialité de Pratique de Musique Contemporaine.

## Carrière

### 2011-2021: Pré-débuts et membre de GFriend
En 2011, elle a participé à la première saison de K-pop Star 1 (en), où elle a été éliminée au premier tour. Elle a été entrainée en Cube Entertainment en 2011 ainsi qu'en Loen Entertainment en 2012, et rejoint Source Music en 2014.
En janvier 2015, Yuju a fait ses débuts en tant que membre et chanteuse principale de GFriend avec la chanson Glass Bead. Quelques mois plus tard, le groupe sort son deuxième single, Me Gustas Tu. Pendant les promotions de la chanson, alors qu'ils se produisaient sur une scène glissante, les membres de GFriend sont tombés huit fois sur scène, attirant l'attention internationale. Le groupe a été félicité pour son professionnalisme, en particulier Yuju, qui s'est tordu le doigt pendant la représentation,,,. Leur chanson suivante, Rough, a remporté quinze prix lors des émissions musicales.
Yuju a chanté Spring Is Gone by Chance pour le drame télévisé sud-coréen The Girl Who Sees Smells avec Loco. La chanson a remporté le prix « OST Chart First Place » grâce à sa première position durant deux semaines d'affilée sur Music Bank et ainsi remporté le prix du meilleur OST de l'année aux Melon Music Awards 2015. Une version acoustique de la chanson est également sortie.
En 2015 elle participe à l'émission King of Mask Singer en 2015, où elle interprète I Love You en solo et Without a heart aux côtés de l'artiste The Name.
Yuju a enregistré Billy & The Brave Guys, pour la bande originale du film d'animation Chicken Hero, sorti le 18 février 2016.
En mars 2016, elle a collaboré avec Sunyoul de Up10tion pour une chanson intitulée Cherish. Dans la même année elle collabore avec les 97 line avec la chanson I'm a Flying Butterfly (avec Jungkook, The8, Mingyu, DK, Eunha, Jihyo, Bambam, Chaeyeon, Yugyeom).
En 2017, elle collabore avec Rosé, Sung-jae, Jihyo et Jaehwan avec la chanson Butterfly.
En octobre 2017, elle a collaboré avec Jihoo d’IZ (en) pour une chanson intitulée Heart Signal.
Elle est également apparue dans l'émission de télévision sud-coréenne SBS' Fantastic Duo (Saison 2) Episode 27 et 28, et déclarée vainqueur de l'épisode, aux côtés de Wheesung interprétant leur pièce gagnante The Heartbreaking Story. Elle est la première et la seule idole féminine Kpop à gagner dans ladite émission de télévision, en compétition parmi cinq participants qui ont sélectionné huit candidats potentiels sur l'application Everysing. Le duo a remporté 10 000 dollars en prix.
En juin 2018, elle a sorti un single numérique intitulé Love Rain avec la chanteuse Suran.
Le 4 mai 2021, elle est devenue l'animatrice et la protagoniste de Yuju is Halli Queen, en tant que championne en titre de Halli Galli ; son nom de jeu est Hallelujah.
Le 5 mai 2021, Yuju a été présentatrice pour le programme KBS Korean Children's Song Contest.
Elle participe à l'écriture et à la composition des chansons de son album avec son groupe y compris les chansons principales ; dans le passé elle avait déjà écrit et composée ses propres chansons. De plus elle compose des covers qu'elle modifie avec ses propres paroles dans la chaîne YouTube 여자친구 Gfriend Official.
Le 22 mai 2021, le groupe GFriend dont faisait partie Yuju se sépare officiellement.

### Depuis 2021: Activités en solo
Le 1er septembre 2021 Yuju rejoint Konnect Entertainment (en) en signant un contrat exclusif, afin de continuer comme artiste solitaire.
Le 3 janvier 2022, il est annoncé que Yuju débutera le 18 janvier avec le mini-album Rec. ayant pour chanson titre Play. Il s'agit de son premier album en tant qu'artiste solo sous Konnect Entertainment, après la dissolution de GFriend.
Le 20 juillet 2022, il est annoncé par le biais des réseaux officiels de MZMC que Yuju fera partie de l'équipe de publication des compositeurs MZMC, à la suite de sa participation en tant que parolière de la version coréenne Look At Me de la chanteuse japonaise Yurina.
Le 28 juillet 2022, Yuju réalise son premier retour en tant que solo, avec le single Evening avec le rappeur Big Naughty (en).
Le 7 Mars 2023, Yuju annonce son retour avec son deuxième mini album "O", qui contient 5 chansons auxquels Yuju a participé a la composition et l'écriture des paroles , dont "Without U" étant la chanson principale.

## Discographie

### Extended plays
| Titre | Date de sortie  | Label                 | Formats                         | Meilleures positions | Ventes        |         |
| Titre | Date de sortie  | Label                 | Formats                         | COR                  | Ventes        |         |
| ----- | --------------- | --------------------- | ------------------------------- | -------------------- | ------------- | ------- |
| Rec.  | 18 janvier 2022 | Konnect Entertainment | CD, digital download, Streaming | 15                   | - KOR: 27,666 |         |
| O     | 7 Mars 2023     | Konnect Entertainment | CD, digital download, Streaming | À venir              | À venir       | À venir |

### Singles
| Année                                                      | Titre                                                            | Meilleures positions                      | Album                                    |
| Année                                                      | Titre                                                            | COR                                       | Album                                    |
| Comme artiste solo                                         | Comme artiste solo                                               | Comme artiste solo                        | Comme artiste solo                       |
| ---------------------------------------------------------- | ---------------------------------------------------------------- | ----------------------------------------- | ---------------------------------------- |
| 2015                                                       | I Love You (난 널 사랑해)                                        | —                                         | King of Mask Singer Vol. 16              |
| 2018                                                       | Love Rain (avec. Suran )                                         | —                                         | Non issu d'un album                      |
| 2021                                                       | By Your Side (너의 곁으로)                                       | —                                         | Cyworld BGM 2021                         |
| 2022                                                       | Play (놀이)                                                      | —                                         | Rec.                                     |
| 2022                                                       | Evening (avec. Big Naughty )                                     | —                                         | Non issu d'un album                      |
| 2023                                                       | "Without U"                                                      | À venir                                   | O                                        |
| En collaboration                                           |                                                                  |                                           |                                          |
| 2015                                                       | Without a Heart (심장이 없어) (avec The Name)                    | —                                         | King of Mask Singer Vol. 17              |
| 2016                                                       | Cherish (보일 듯 말 듯) (avec Sunyoul )                          | 31                                        | Non issu d'un album                      |
| 2017                                                       | Heart Signal (하트 시그널) (avec Jihoo (en) )                    | —                                         | Non issu d'un album                      |
| 2017                                                       | First Love (첫사랑) (avec Jung Key (en) )                        | 38                                        | CHERISH                                  |
| 2021                                                       | So Silly (눈치 없긴) (avec San E )                               | —                                         | Non issu d'un album                      |
| Bandes-sons                                                |                                                                  |                                           |                                          |
| 2015                                                       | Spring Is Gone by Chance (우연히 봄) (avec Loco)                 | 5                                         | The Girl Who Sees Smells OST. Partie 2   |
| 2015                                                       | Spring Is Gone by Chance (우연히 봄) (Acoustic Ver.) (avec Loco) | —                                         | The Girl Who Sees Smells OST. Partie 2   |
| 2018                                                       | Just this song (이 노래 만)                                      | —                                         | Let's eat 3 (en) OST. Partie 3           |
| 2018                                                       | Snowflake Love (눈꽃 사랑)                                       | —                                         | My strange hero (en) OST. Partie 5       |
| 2020                                                       | This Way That Way (이랬다 저랬다)                                | —                                         | Yoobyeolna! Chef Moon (en) OST. Partie 1 |
| 2020                                                       | First Day                                                        | —                                         | What is love ? (en) OST. Partie 3        |
| 2020                                                       | Secret (avec ISHXRK)                                             | —                                         | Alice OST. Partie 1                      |
| 2020                                                       | I'm In The Mood For Dancing                                      | 16                                        | True Beauty OST. Partie 2                |
| 2021                                                       | Falling                                                          | —                                         | Run On OST. Partie 10                    |
| Up (위로)                                                  | —                                                                | Bossam: Steal the Fate OST. Partie 11     |                                          |
| Stay (Prod. par Jinyoung) (남아있어 (Prod. by 진영))       | —                                                                | Police University(경찰수업) OST. Partie 5 |                                          |
| 2022                                                       | Tell Me This Is Real                                             | —                                         | My Chilling Roommate                     |
| 2022                                                       | My Americano (아메리카노 같아 넌)                                | —                                         | Kiss Sixth Sense OST Part 1              |
| 2022                                                       | "Real Love"                                                      | —                                         | Love in Contract Part 1                  |
| "—" indique que le single ne s'est pas classé dans ce pays |                                                                  |                                           |                                          |

### Crédits de Composition
| Titre                      | Année | Album                 | Artiste               | Compositrice | Parolière |
| -------------------------- | ----- | --------------------- | --------------------- | ------------ | --------- |
| Hope                       | 2019  | Fever Season          | GFriend               | (na)         | Oui       |
| Apple                      | 2020  | 回:Song of the Sirens | GFriend               | Oui          | Oui       |
| Eye of the Storm           | 2020  | 回:Song of the Sirens | GFriend               | Oui          | Oui       |
| Tarot Cards                | 2020  | 回:Song of the Sirens | GFriend               | Oui          | Oui       |
| Mago                       | 2020  | 回:Walpurgis Night    | GFriend               | Oui          | Oui       |
| Night Drive                | 2020  | 回:Walpurgis Night    | GFriend               | Oui          | Oui       |
| Bad Blood (Intro)          | 2022  | Rec.                  | Yuju                  | (na)         | Oui       |
| Play                       | 2022  | Rec.                  | Yuju                  | Oui          | Oui       |
| Cold Winter                | 2022  | Rec.                  | Yuju                  | Oui          | Oui       |
| The Killa                  | 2022  | Rec.                  | Yuju                  | Oui          | Oui       |
| Blue Nostalgia             | 2022  | Rec.                  | Yuju                  | Oui          | Oui       |
| Look at Me (Korean Ver.)   | 2022  | Cherish               | Yuju                  | (na)         | Oui       |
| Evening                    | 2022  | Non issu d'un album   | Yuju                  | Oui          | Oui       |
| "9 Years"                  | 2023  | O                     | Yuju                  | Oui          | Oui       |
| "Without U"                | 2023  | O                     | Yuju                  | (na)         | Oui       |
| "Dreaming" (꿈)            | 2023  | O                     | Yuju                  | (na)         | Oui       |
| "Peach Blossom" (복숭아꽃) | 2023  | O                     | Yuju (feat. Sokodomo) | Oui          | Oui       |
| "Full Circle"              | 2023  | O                     | Yuju                  | Oui          | Oui       |

Tous les crédits de composition sont adaptés par les bases de données de Korea Music Copyright Association.

## Récompenses et nominations
| Année | Nomination                                            | Prix                                        | Catégorie                       | Résultat |
| ----- | ----------------------------------------------------- | ------------------------------------------- | ------------------------------- | -------- |
| 2015  | Spring Is Gone by Chance de Yuju et Loco              | Melon Music Awards (MMA)                    | Meilleur OST de l'année 2015    | Lauréat  |
| 2018  | The Heartbreaking Song etInsomnia de YUJU et Wheesung | Fantastic Duo (en) [Saison 2], Ep.27-28     | 1ère position                   | Lauréat  |
| 2019  | Yuju de GFriend                                       | 2019 TopStarNews Female Idol Awards         | Vocaliste Principale de l'année | Lauréat  |
| 2022  | Yuju                                                  | Kglobal Heart Dream Awards (Vocalist Award) | 2ème position                   | Lauréat  |
| 2023  | Yuju                                                  | Hanteo Music Awards                         | Top Trending Artist Award       | Lauréat  |